# Oryx (sitio web)
Oryx, o Oryxspioenkop, es un sitio web neerlandés de análisis de defensa de inteligencia de fuentes abiertas (OSINT) y un grupo de investigación de guerra. Está dirigido por Stijn Mitzer y Joost Oliemans. Ambos trabajaron anteriormente para Bellingcat , con sede en los Países Bajos. Oliemans también trabajó para Janes Information Services, una compañía británica de inteligencia militar de fuente abierta.
Oryx se inició en 2013 e inicialmente se centró en Siria (estaba teniendo lugar desde 2011 la guerra civil siria). Mitzer y Oliemans también han escrito dos libros sobre el Ejército Popular de Corea. Según Oryx, el término spionkop (en afrikáans, "colina de espías") "se refiere a un lugar desde donde uno puede ver cómo se desarrollan los acontecimientos en todo el mundo".
El blog ganó prominencia internacional a través de su trabajo durante la invasión rusa de Ucrania de 2022, contando y realizando un seguimiento de las pérdidas materiales con base en evidencia visual e inteligencia de código abierto de las redes sociales. Se ha citado regularmente en los principales medios, incluidos Reuters, BBC News, The Guardian, The Economist, Newsweek, CNN, and CBS News. Forbes ha llamado a Oryx "la fuente más confiable en el conflicto hasta ahora", calificando sus servicios como "sobresalientes". Debido a que solo informa pérdidas confirmadas visualmente, los recuentos de pérdidas de equipos de Oryx han formado líneas de base mínimas absolutas para las estimaciones de pérdidas.
En junio de 2023, el ex general David Petraeus elogió a Oryx: "En esta era de medios e inteligencia de código abierto, hay un sitio web que en realidad rastrea la destrucción absolutamente confirmada y verificada de, digamos, tanques y vehículos de combate de infantería. (...) Esto se confirma con fotografías, con metadatos, para que te asegures de no contar dos veces, etc".
El 19 de junio de 2023, Oryx anunció que el blog finalizaría el 1 de octubre de 2023. En el comunicado publicado en Twitter, Oryx explicó que el blog se había creado una década antes "por aburrimiento" y que el proyecto, que había sido llevado a cabo "en nuestro tiempo libre" y sin ningún tipo de remuneración, se había convertido en un "proyecto que lo consumía todo" que no había resultado en ningún trabajo y que "simplemente ya no me hace feliz". En una declaración de seguimiento, Oryx aclaró que la lista que cubre las pérdidas en la invasión rusa de Ucrania continuaría siendo actualizada hasta el final de la guerra por el colaborador de mucho tiempo Jakub Janovsky y el grupo OSINT WarSpotting.